# アブドゥロ・タングリエフ
アブドゥロ・タングリエフ（ウズベク語: Abdullo Tangriev、1981年3月23日 -）は、ウズベキスタンの男子柔道選手。
得意技は裏投、内股。

## 概要
オリンピック及び世界選手権で多くのメダルを獲得しており、長年第一線で活躍しているものの、国際大会では日本人選手に敗れるジンクスがある。2008年北京夏季オリンピックでは決勝で日本の石井慧の前に敗れて銀メダルだった。その北京オリンピックにおいて準々決勝で世界王者であるフランスのテディ・リネールに勝利して、決勝進出を果たした。解説の篠原信一は「まさかタングリエフが決勝に上がってくるとは、夢にも思わなかったですね」と発言している。
なお2017年現在に至るまで、この時以来リネールはポイントによる敗北を経験していない。
しかし2009年11月のグランプリ・アブダビでドーピング違反があり、順位剥奪と半年間の出場停止処分を受けた。
2011年10月にロシアのチュメニで開催された世界柔道選手権大会無差別では、決勝でハンガリーのボル・バルナに一本勝ちして30歳にして世界大会初の優勝を果たした。
だが、2012年6月にはグランドスラム・モスクワにおいて再びドーピングの陽性反応を示して2年間の出場停止処分を受けたことによりロンドンオリンピックには出場できなくなった。
復帰後の2014年9月に開催されたアジア大会では3位に入った。
2016年のリオデジャネイロオリンピックでは35歳という階級最高齢ながら準決勝まで進むも、日本の原沢久喜に反則負けを喫すると、三位決定戦でも地元ブラジルのラファエル・シルバに敗れて5位にとどまった。

## 主な戦績
（階級表記のない大会は全て100kg超級での成績）
- 2000年 - アジア選手権 5位
- 2000年 - 世界ジュニア 5位
- 2000年 - アジアジュニア 優勝
- 2000年 - 韓国国際 2位
- 2001年 - ユニバーシアード 3位、100kg超級 3位、無差別 2位
- 2002年 - ドイツ国際 3位
- 2002年 - アジア大会 100kg超級 5位、無差別 2位
- 2003年 - ロシア国際 3位
- 2003年 - ユニバーシアード 100kg超級 優勝、無差別 優勝
- 2003年 - 世界選手権 無差別 3位
- 2003年 - アジア選手権 優勝
- 2004年 - ロシア国際 優勝
- 2004年 - フランス国際 3位
- 2004年 - アジア選手権 3位
- 2004年 - 世界学生 100kg超級 2位、無差別 優勝
- 2005年 - ロシア国際 2位
- 2005年 - アジア選手権 無差別 優勝
- 2005年 - 世界選手権 無差別 7位
- 2006年 - ロシア国際 3位
- 2006年 - アジア大会 3位
- 2007年 - アジア選手権 優勝
- 2007年 - 世界選手権 100kg超級 7位、無差別 3位
- 2008年 - フランス国際 3位
- 2008年 - ドイツ国際 3位
- 2008年 - アジア選手権 優勝
- 2008年 - 北京オリンピック 2位
- 2008年 - 世界団体 2位
- 2008年 - 韓国国際 3位
- 2008年 - 嘉納杯 5位
- 2009年 - グランドスラム・パリ 3位
- 2009年 - グランプリ・ハンブルク 優勝
- 2009年 - グランドスラム・モスクワ 5位
- 2009年 - 世界選手権 3位
- 2009年 - グランプリ・アブダビ 2位
- 2009年 - グランドスラム・東京 3位
- 2010年 - グランドスラム・モスクワ 5位
- 2010年 - 世界選手権 無差別 5位
- 2010年 - アジア大会 3位
- 2010年 - グランプリ・アブダビ 3位
- 2010年 - グランドスラム・東京 5位
- 2011年 - グランドスラム・パリ 5位
- 2011年 - アジア選手権 優勝
- 2011年 - グランドスラム・モスクワ 3位
- 2011年 - ワールドカップ・アルマトイ 2位
- 2011年 - グランプリ・アブダビ 5位
- 2011年 - 世界選手権 無差別 優勝
- 2011年 - グランドスラム・東京 3位
- 2012年 - グランドスラム・パリ 3位
- 2012年 - グランドスラム・モスクワ 優勝
- 2014年 - アジア大会 個人戦 3位、団体戦 3位
- 2015年 - アジア選手権 優勝
- 2016年 - アジア選手権 2位
- 2016年 - リオデジャネイロオリンピック 5位

（出典、JudoInside.com）。